# Tor Österlund
Tor Odin Österlund (* 8. Juni 1935 in Hanko; † 9. Februar 2022 in Hanko) war ein finnischer Fußballspieler.
Österlund spielte von 1955 bis 1965 für Hangö IK, danach für einen Verein in Schweden und 1969 für BK-46 Raseborg. 1962 spielte er mit Hangö in der Mestaruussarja, der ersten Liga Finnlands, und wurde mit 22 Toren in 18 Spielen, bei denen er eingesetzt wurde, Torschützenkönig. Trotz seiner Tore stieg Hangö am Saisonende als Tabellenletzter wieder in die Suomensarja ab. In der Suomensarja erzielte Österlund insgesamt 156 Tore für Hangö.
Österlund spielte von 1959 bis 1962 auch für die finnische Nationalmannschaft bei acht Länderspielen. Hierbei schoss er zwei Tore.